# Az Amerikai Egyesült Államok Kongresszusából kirúgott politikusok listája
Ez a szócikk az Amerikai Egyesült Államok Kongresszusából kirúgott politikusok listája.
Egy képviselő vagy szenátor kirúgása a legsúlyosabb büntetési forma a kongresszusban, az Egyesült Államok Alkotmánya szerint kétharmados többségre van szükség egy politikus eltávolításához. A két házban különböznek az eltávolítás folyamatai.

## Lista
Az Egyesült Államok történetében 21 tagot rúgtak ki a Kongresszusból: tizenöt szenátort és hat képviselőt. A 21 tagból tizenhetet a Konföderációs Államok támogatásáért távolítottak el 1861-ben és 1862-ben. William K. Sebastian (Arkansas) kirúgását halála után visszavonták. Sokkal gyakoribb büntetés a cenzúrázás, amelyhez sokkal kevesebb szavazat szükséges és nem távolítja el a képviselőt a posztjáról.
| N.SZ. | Nincs szavazási információ |
| †     | Halál után visszavonva     |

| Kép | Név                     | Év   | Kamara       | Párt                   | Állam          | Indok | Szavazás | For.  |
| --- | ----------------------- | ---- | ------------ | ---------------------- | -------------- | --- | -------- | ----- |
|     | William Blount          | 1797 | Szenátus     | Demokrata-Republikánus | Tennessee      | Hazaárulás és összeesküvés vádja a kríkek és a cserokik ellenállásának lázításáért, a britek megsegítésére Nyugat-Florida spanyol területeinek elfoglalásában. | 25–1     | [ 3 ] |
|     | James M. Mason          | 1861 | Szenátus     | Demokrata              | Virginia       | A konföderációs felkelés támogatása. | 32–10    | [ 4 ] |
|     | Robert M. T. Hunter     | 1861 | Szenátus     | Demokrata              | Virginia       | A konföderációs felkelés támogatása. | 32–10    | [ 4 ] |
|     | Thomas L. Clingman      | 1861 | Szenátus     | Demokrata              | Észak-Karolina | A konföderációs felkelés támogatása. | 32–10    | [ 4 ] |
|     | Thomas Bragg            | 1861 | Szenátus     | Demokrata              | Észak-Karolina | A konföderációs felkelés támogatása. | 32–10    | [ 4 ] |
|     | James Chesnut, Jr.      | 1861 | Szenátus     | Demokrata              | Dél-Karolina   | A konföderációs felkelés támogatása. | 32–10    | [ 4 ] |
|     | Alfred O. P. Nicholson  | 1861 | Szenátus     | Demokrata              | Tennessee      | A konföderációs felkelés támogatása. | 32–10    | [ 4 ] |
|     | William K. Sebastian †  | 1861 | Szenátus     | Demokrata              | Arkansas       | A konföderációs felkelés támogatása. | 32–10    | [ 4 ] |
|     | Charles B. Mitchel      | 1861 | Szenátus     | Demokrata              | Arkansas       | A konföderációs felkelés támogatása. | 32–10    | [ 4 ] |
|     | John Hemphill           | 1861 | Szenátus     | Demokrata              | Texas          | A konföderációs felkelés támogatása. | 32–10    | [ 4 ] |
|     | Louis T. Wigfall        | 1861 | Szenátus     | Demokrata              | Texas          | A konföderációs felkelés támogatása. | 32–10    | [ 4 ] |
|     | John C. Breckinridge    | 1861 | Szenátus     | Demokrata              | Kentucky       | A konföderációs felkelés támogatása. | 36–0     | [ 5 ] |
|     | Trusten Polk            | 1862 | Szenátus     | Demokrata              | Missouri       | A konföderációs felkelés támogatása. | 36–0     | [ 6 ] |
|     | Waldo P. Johnson        | 1862 | Szenátus     | Demokrata              | Missouri       | A konföderációs felkelés támogatása. | 35–0     | [ 6 ] |
|     | Jesse D. Bright         | 1862 | Szenátus     | Demokrata              | Indiana        | A konföderációs felkelés támogatása. | 32–14    | [ 7 ] |
|     | John Bullock Clark      | 1862 | Képviselőház | Demokrata              | Missouri       | A konföderációs felkelés támogatása. | 94–45    | [ 8 ] |
|     | John William Reid       | 1862 | Képviselőház | Demokrata              | Missouri       | A konföderációs felkelés támogatása. | N.SZ.    | [ 8 ] |
|     | Henry Cornelius Burnett | 1862 | Képviselőház | Demokrata              | Kentucky       | A konföderációs felkelés támogatása. | N.SZ.    | [ 8 ] |
|     | Michael Myers           | 1980 | Képviselőház | Demokrata              | Pennsylvania   | Elítélve vesztegetés vádjával az Abscam FBI-művelet során. | 376–30   | [ 8 ] |
|     | James Traficant         | 2002 | Képviselőház | Demokrata              | Ohio           | Elítélve vesztegetés, zsarolás és adócsalás vádjával. | 420–1    | [ 8 ] |
|     | George Santos           | 2023 | Képviselőház | Republikánus           | New York       | Pénzügyi csalás és személyazonosság-lopás, a Képviselőházi etikai bizottságának nyomozása alapján.                                                             | 311–114  | [ 8 ] |

## Egyéb

### Lemondott a folyamat közben
Az alábbi listán olyan politikusok szerepelnek, akik kirúgásuk veszélye következtében lemondtak.
| Kép | Név                     | Év   | Kamara       | Párt         | Állam        | Indok |
| --- | ----------------------- | ---- | ------------ | ------------ | ------------ | --- |
|     | James F. Simmons        | 1862 | Szenátus     | Republikánus | Rhode Island | Korrupció. |
|     | Joseph R. Burton        | 1906 | Szenátus     | Republikánus | Kansas       | Pénzügyi kompenzációt kapott, amiért egy szövetségi ügynökség működésébe beleszólt.                                                          |
|     | Truman Handy Newberry   | 1922 | Szenátus     | Republikánus | Michigan     | Felmentették kampányfinanszírozási csalással kapcsolatos vádak alól, de ennek ellenére lemondott.                                            |
|     | Raymond Francis Lederer | 1981 | Képviselőház | Demokrata    | Pennsylvania | Vesztegetési vádak az Abscam FBI-művelet során.                                                                                              |
|     | Harrison A. Williams    | 1982 | Szenátus     | Demokrata    | New Jersey   | Az etikai bizottság kirúgását javasolta az Abscam FBI-művelet után.                                                                          |
|     | Bob Packwood            | 1995 | Szenátus     | Republikánus | Oregon       | Az etikai bizottság kirúgását javasolta szexuális zaklatási vádak, illetve hivatalos pozíciójának kihasználása miatt, hogy magát gazdagítsa. |
|     | Bob Ney                 | 2006 | Képviselőház | Republikánus | Ohio         | Lemondott, miután elítélték a Jack Abramoff-ügyben.                                                                                          |
|     | Bob Menendez            | 2024 | Szenátus     | Demokrata    | New Jersey   | Elítélték korrupciós vádakkal, amiért pénzt fogadott el az egyiptomi kormánytól.                                                             |

### Felmentve vagy nem volt lehetőség eltávolításra
Az alábbi listán olyan politikusok szerepelnek, akiket felmentettek a vádak alól, nem lettek eltávolítva vagy lejárt a mandátumuk.
| Kép | Név                        | Év   | Kamara       | Párt                   | Állam         | Indok | Szavazás  |
| --- | -------------------------- | ---- | ------------ | ---------------------- | ------------- | --- | --------- |
|     | John Smith                 | 1808 | Szenátus     | Demokrata-Republikánus | Ohio          | Részese volt az Aaron Burr által vezetett összeesküvésnek, hogy megtámadják Mexikót és egy új országot hozzanak létre Észak-Amerika nyugati részén.                                                                                            | 19–10     |
|     | Preston Brooks             | 1856 | Képviselőház | Demokrata              | Dél-Karolina  | Megverte a rabszolgaságellenes Charles Sumner szenátort egy bottal, amit követően lemondott. Ennek ellenére Dél-Karolina lakossága újraválasztotta, mert hősnek tekintették.                                                                   | Lemondott |
|     | Lazarus W. Powell          | 1862 | Szenátus     | Demokrata              | Kentucky      | A konföderációs felkelés támogatása. | Nem volt. |
|     | James W. Patterson         | 1873 | Szenátus     | Republikánus           | New Hampshire | Korrupció. Mandátuma lejárt, mielőtt megszavazhatták volna kirúgását. | Nem volt. |
|     | William N. Roach           | 1893 | Szenátus     | Demokrata              | Észak-Dakota  | Sikkasztás. A Szenátus úgy döntött, hogy nem tehet lépéseket egy tag megválasztása előtti életével kapcsolatban. | Nem volt. |
|     | John H. Mitchell           | 1905 | Szenátus     | Republikánus           | Oregon        | Elítélték korrupció vádjával. Meghalt, mielőtt a Szenátus lépést tehetett volna. | Nem volt. |
|     | Reed Smoot                 | 1907 | Szenátus     | Republikánus           | Utah          | Az Utolsó Napi Szentek Jézus Krisztus Egyháza egyik fontos vezetője. Egyes szenátorok szerint Smoot nem tölthette be pozícióját a Szenátusban, mert a poligámia alkotmányellenes volt, de az egyházában ezt engedélyezték.                     | 27–43     |
|     | Robert M. La Follette, Sr. | 1919 | Szenátus     | Republikánus           | Wisconsin     | Megkérdőjelezték hűségét, miután beszédet mondott az Egyesült Államok belépése ellen az első világháborúba. | 21–50     |
|     | Burton K. Wheeler          | 1924 | Szenátus     | Demokrata              | Montana       | Összeférhetetlenség, amiért ügyvédként dolgozott olyan ügyekben mandátuma idején, amelyekben az egyik fél az Egyesült Államok volt. Később kiderült, hogy soha nem kapott kompenzációt és csak állami bíróságok előtt dolgozott. Felmentették. | 5–56      |
|     | John H. Overton            | 1934 | Szenátus     | Demokrata              | Louisiana     | Választási csalás. | Nem volt. |
|     | Huey Long                  | 1934 | Szenátus     | Demokrata              | Louisiana     | Választási csalás. | Nem volt. |
|     | Jamaal Bowman              | 2023 | Szenátus     | Demokrata              | New York      | Beindított egy tűzjelzőt egy Capitoliumon kívüli épületben egy képviselőházi szavazás idején, hogy elhalassza a törvényjavaslatot, amelyet ő támogatott. Ugyan nem rúgták ki, cenzúrázták 214–191 arányban és elveszítette újraválasztását.    | Nem volt. |
|     | George Santos              | 2023 | Szenátus     | Republikánus           | New York      | Az első eljárás a képviselő ellen, akit később kirúgtak a Kongresszusból. | 179–213   |

## Fordítás
Ez a szócikk részben vagy egészben  az   Expulsion from the United States Congress című angol Wikipédia-szócikk ezen változatának fordításán alapul.  Az eredeti cikk szerkesztőit annak laptörténete sorolja fel. Ez a jelzés csupán a megfogalmazás eredetét és a szerzői jogokat jelzi, nem szolgál a cikkben szereplő információk forrásmegjelöléseként.